# آلتون (بلکناپ)
آلتون (به انگلیسی: Alton) یک منطقهٔ مسکونی در ایالات متحده آمریکا است که در شهرستان بلنپ، نیوهمپشایر واقع شده‌است. آلتون ۱٫۳۰ کیلومتر مربع مساحت و ۴۹۹ نفر جمعیت دارد و ۱۷۱٫۳ متر بالاتر از سطح دریا واقع شده‌است.